# Lee Stocking Island
Lee Stocking Island – wyspa położona w dystrykcie Exuma, na Bahamach. 
W latach 1984–2012 na wyspie znajdował się ośrodek badań morskich, który był połączony z NOAA. U wybrzeży wyspy występują stromatolity.
Średnia roczna temperatura na tym obszarze wynosi 24 °C. Najcieplejszym miesiącem jest lipiec, kiedy średnia temperatura wynosi 26 °C, a najzimniejszym luty, ze średnią temperaturą 22 °C. Średnie roczne opady wynoszą 1793 milimetrów. Najbardziej mokrym miesiącem jest czerwiec, ze średnią opadów wynoszącą 316 mm, a najsuchszym jest styczeń, ze średnią opadów wynoszącą 11 mm.